# Telegraaf Tijdschriften Groep
De Telegraaf Tijdschriften Groep (TTG) is onderdeel van Telegraaf Media Groep en heeft ruim 160 medewerkers in dienst. TTG is een multimediale uitgeverij met in haar portfolio de tijdschriften Privé, CosmoGirl!, JAN, Elegance, VROUW, Autovisie, FHM, Hitkrant, Residence en de online community Habbo Hotel.